# Enrique Fernández Sánchez
Enrique Fernández Sánchez (Villaviciosa, Astúries, 1948) és un físic asturià. El 1971 es llicencià en Física per la Universitat Complutense de Madrid, on es doctorà el 1976, i el 1979 es doctorà a la Purdue University d'Indiana (EUA). Des de 1987 és catedràtic de Física Atòmica Molecular i Nuclear a la Universitat Autònoma de Barcelona.
De 1976 a 1986 va treballar en experiments de física d'altes energies al Fermi National Laboratory dels EUA, entre 1989 i 1991 fou investigador al CERN i des de 2002 al laboratori KEK del Japó. Ha estat president de la comissió European Committee for Future Accelerators (ECFA) i de la comissió HENAP (High Energy Neutrino Astrophysics Panell) i membre de diverses comissions internacionals sobre planificació de la física d'altes energies.
Des de 1992 és Director de l'Institut de Física d'Altes Energies de la Generalitat de Catalunya. Ha investigat en física de partícules amb acceleradors, astrofísica de partícules, cosmologia observacional i el desenvolupament d'un sistema de radiologia digital.
El 1979 va rebre el Premi Lark Horowitz en Física de la Purdue University. El 1994 fou guardonat amb la Medalla Narcís Monturiol al mèrit científic de la Generalitat de Catalunya per les seves contribucions a la física de col·lisió electró-positró i per la seva tasca de desenvolupament de la física experimental d'altes energies a Catalunya. Des de 1999 és membre de la Reial Acadèmia de Ciències Exactes, Físiques i Naturals.